# 三國協約

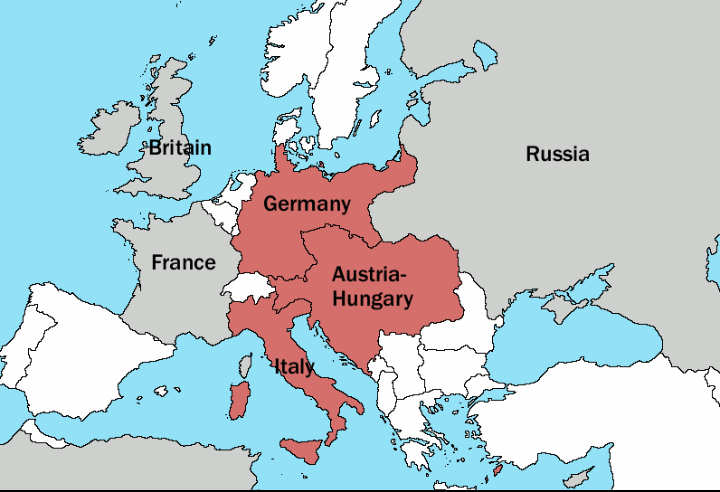
第一次世界大戰前的歐洲軍事聯盟。三國同盟以紅色表示，三國協約以灰色表示。

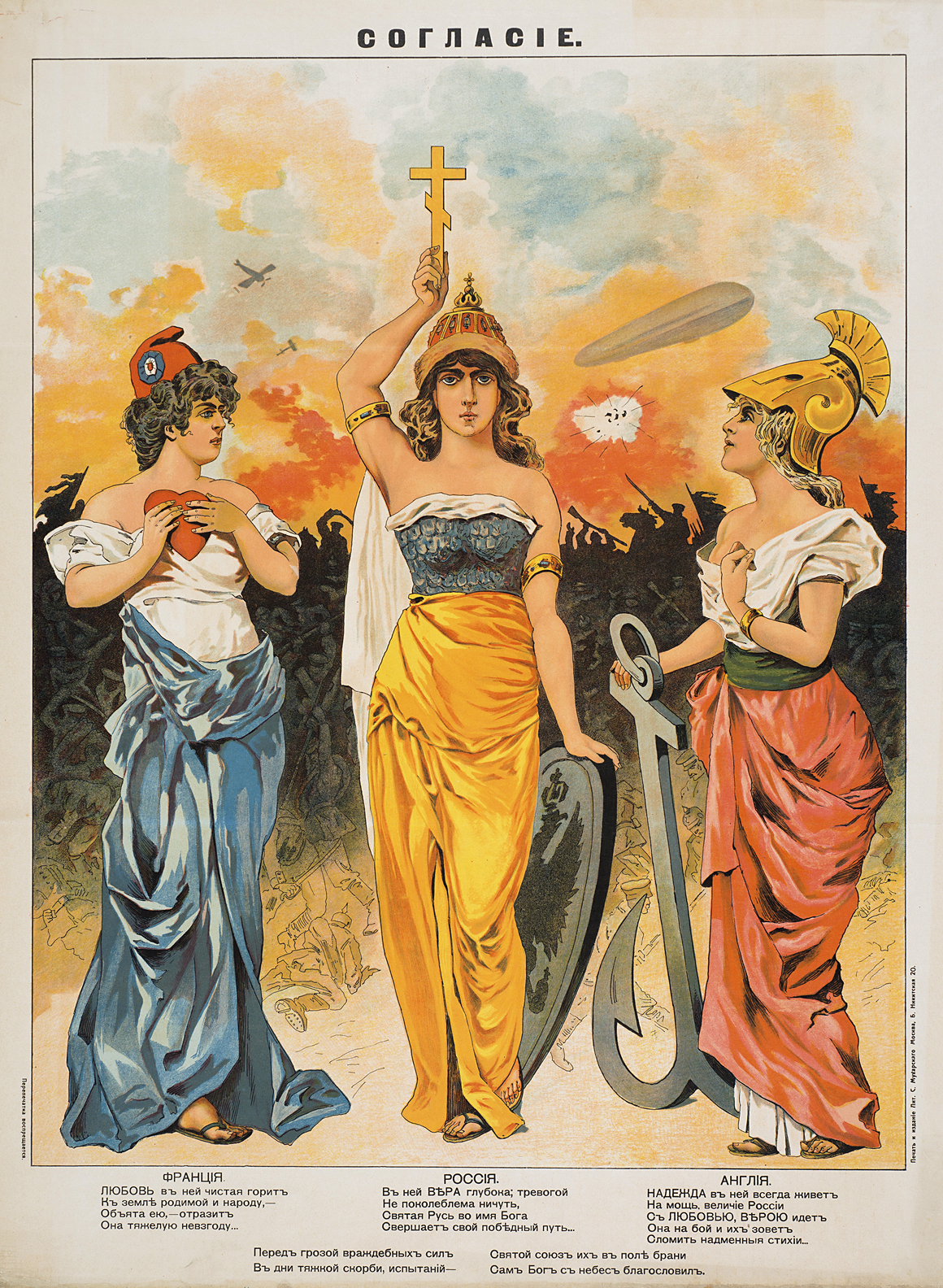
1914年俄国海报，最上方词汇为协定，三位人物自左起分别代表法、俄、英

三國協約（英語：Triple Entente）是指英國、法國和俄羅斯在1907年簽訂的互相諒解和互相支持的協議。該名詞是罕見的跨語言（英语及法语）混成詞，英語意為三方，而法語則指諒解。
1904年的《摯誠協定》及1907年的《英俄条约》簽訂後，英法、英俄數百年的各種糾紛已經平息。這兩個協約，加上法俄同盟便促使三國家走在一起。此外，他們皆因為德意志帝国組結三國協約，在歐洲的影響力不斷上升而警醒。因此，他們便結盟，名為「三國協約」。　　

## 背景

### 法俄同盟
俄德的分裂，始於1878年的柏林會議。雖然俾斯麥后来与俄国签署《再保险条约》，但他在1890年辭職後，該條約失效，原因是威廉二世抱有親奧立場，並且在俄國亦有反德情緒。
德皇威廉二世採取了新的政策。他選擇了奧匈帝國和意大利王國作為德國的忠實盟友，支持奧匈及意大利在巴爾幹半島及非洲的擴張野心。德皇的政策因而引起了法、俄的猜疑和惶恐。
自1880年代末以後，俄國得力於首相威特，開始了工業化進程。俄國渴望法國資金流入，而法國對俄國的巨額貸款則為政治和軍事上的合作舖路。
法國面對德國在政治、經濟、軍事上日增的影響，使急於避免德國再次進攻法國。與俄國結盟，便會使德國在戰爭中腹背受敵，減少戰爭的危險。此外，結盟可以鞏固法國的外交地位。這樣，兩國便在1891年同意，一旦發生戰爭，便會互相協助。由1893至94年，兩國祕密簽署了正式的軍事協議，這是針對德奧意三國同盟的。
盟約內容
- 雙方同意，假如同盟內任一國受德國或奧匈攻擊，另一國必需予以支援。
- 假如奧匈或意大利對同盟內任一國展開攻擊，而德國牽涉其中，另一國必需予以支援。

### 英日同盟
英國在19世纪晚期采用“光荣孤立”之政策。然而，經過三國干涉還遼和布尔战争以後，英國感到自己在國際上是受到孤立的。因此，英國在1902年以後便決定放棄其孤立政策，開始尋求盟友。開始時，它嘗試與德國結盟，失敗後它便與日本在1902年結盟。這個安排，是由於英國想利用日本箝制俄國和德國在遠東的發展。
盟約內容
- 雙方同意維持中國與朝鮮之獨立性。
- 英國承認日本於朝鮮之利益；同時日本亦承認英國在中國中部的利益。
- 雙方同意假如中國發生混亂，兩國將實行保護己方之利益。
- 雙方承諾戰事發生時將保持中立，但當第三方國家加入戰事，另一成員國必需予以支援。

### 摯誠協定
僅與日本結盟，英國並不滿足。德國對英國政府的威脅與日俱增，英國尋找盟國的企望亦越加高漲，以抗衡德國在經濟、政治、尤其是海軍方面的挑戰。另一方面，1903年愛德華七世訪問法國，他對威廉二世的憎惡在法國人心目中留下了極佳的印象。法、英兩國官員開始就其在非洲尚未解決的各種糾紛交換意見。最後結果是，簽訂了「《摯誠協定》」。
另一方面，於大博弈中，俄國素與英國爭奪東亞至南亞之土地，俄國憑藉法俄同盟、地理位置及陸軍之先天優勢，對英國在遠東及南亞之利益構成極大威脅。為應對俄國威脅，英國先與日本結盟，形成英日同盟，抑制俄國擴張；再與法國示好，離間法俄，藉以削弱法俄同盟影響力，以免法國協助俄國爭奪英國各殖民地，而時任法國外交部長德爾卡塞亦表示，若英法簽訂摯誠協定，當英俄開戰，法國斷不助俄。最後，英法因此簽訂《摯誠協定》。
要留意的是，「摯誠協定」並非一條盟約，但卻消除了兩國之間的各種摩擦，因而使各國可以進一步在其他事務上進行合作。然而，隨着時間的推移，尤其是經過摩洛哥危機後，「摯誠協定」變得越加鞏固。

### 英俄協定
俄國在1905年的日俄戰爭中被打敗後，其在遠東的擴張受到遏止。俄國便開始轉回歐洲事務上。1905年俄國的革命震撼了俄國統治階級。俄國因而需要穩定和健全的財政，以便從動亂之中復原。與英國達成諒解，便可達到這兩個目的。
此外，由於英國與法國這個俄國盟友保持密切的關係，亦有助於結束英、俄兩國在遠東及阿富汗殖民地事務上的糾紛。結果，兩國在1907年簽訂了《英俄条约》。

## 影響
1907年「三國協約」的簽訂，使歐洲正式分裂成為兩個敵對陣營：德國、奧匈、意大利的三國同盟與英國、法國、俄羅斯的三國協約，直接導致第一次世界大战。